# Xã Western, Quận Henry, Illinois
Xã Western (tiếng Anh: Western Township) là một xã thuộc quận Henry, tiểu bang Illinois, Hoa Kỳ. Năm 2010, dân số của xã này là 3.053 người.